# 30 de novembre
El 30 de novembre o 30 de santandria és el tres-cents trenta-quatrè dia de l'any del calendari gregorià i el tres-cents trenta-cinquè en els anys de traspàs. Queden 31 dies per finalitzar l'any.

## Esdeveniments
Països Catalans
- 1895 - Barcelona: Per primera vegada en la història de l'Ateneu Barcelonès el discurs inaugural és pronunciat en català. És «La llengua catalana», pronunciat pel nou president, Àngel Guimerà.
- 1920 - Barcelona: és assassinat a la sortida de casa seva Francesc Layret, advocat laboralista i cap del Partit Republicà Català.
- 1932 - Barcelona: s'hi enllesteix la publicació del Diccionari general de la llengua catalana, dirigit per Pompeu Fabra, tal com consta en el colofó de l'obra.
- 1947 - Rubí: primera actuació pública de la Coral Sant Jordi, encara amb el nom de Schola Sant Jordi.[2]
- 1977 - Reus, Baix Camp: Els Joglars estrenen La Torna al Teatre Bartrina, que serà prohibida al cap de dos dies.
- 2000 - París, França: la UNESCO declara la ciutat de Tarragona i el Palmerar d'Elx Patrimoni de la Humanitat.
- 2003 - Barcelona: S'hi publica el primer número d'El Punt Barcelona.
- 2016 - Addis Abeba, Etiòpia: La Unesco declara les Falles de València Patrimoni Cultural Immaterial de la Humanitat.[3]

Resta del món
- 1700 - Narva, Imperi Suec: Batalla de Narva, un dels primers enfrontaments de la Gran Guerra del Nord (1700-1721).[4]
- 1703 - Londres: Isaac Newton és elegit president de la Royal Society i reelegit cada any fins a la seva mort (1727).
- 1793 - Morlautern (Renània-Palatinat, Alemanya): l'exèrcit de Prússia guanyà als revolucionaris francesos en la batalla de Morlautern durant la guerra de la Primera Coalició.
- 1803 - La Corunya (Espanya)ː Salpa l'expedició Balmis, missió sanitària que pretenia portar el vaccí de la verola arreu de l'Imperi Espanyol.[5]
- 1840 - París: Les restes de Napoleó Bonaparte són traslladades de l'illa de Santa Helena, on morí a l'exili, a París.
- 1853: Sinope, Imperi Otomà: Batalla de Sinope entre l'Imperi Rus i l'Imperi Otomà.
- 1939 - Finlàndia: Guerra d'Hivern, les tropes soviètiques envaeixen el país.[6]
- 1966: Les illes Barbados s'independitzen de l'imperi Britànic.
- 1967: El Iemen s'independitza de l'imperi Britànic.
- 1982: Es publica Thriller de Michael Jackson, que es convertirà en el disc més venut de la història.[7]

## Naixements
Països Catalans
- 1867 - Barcelona: Joan Givanel i Mas, filòleg, erudit, crític literari i cervantista català (m. 1946).
- 1872 - Barcelona: Isidre Nonell i Monturiol, pintor i dibuixant català.
- 1878 - Barcelona: Ònia Farga i Pellicer, pianista, violinista, compositora, empresària i pedagoga catalana (m. 1936).[8]
- 1900 - Molins de Rei: Maria Argelaguet Costa, mestra i pedagoga catalana (m. 1990).
- 1928 - Castelló de la Plana, Plana Alta: Germà Colón i Domènech, lingüista valencià, especialitzat en filologia romànica i la lexicologia catalana (m. 2020).
- 1903 - Sarroca de Bellera, Pallars Jussà: Ramon Violant i Simorra, etnògraf català.
- 1923 - Barcelona: Maria Girona i Benet, pintora, gravadora catalana (m. 2015).[9]
- 1940 - València, Horta de València: Francesc Jarque Bayo, fotògraf valencià.
- 1941 - Barcelona: Carme Peris Lozano, il·lustradora catalana (m. 2018).[10]
- 1956 - Casablanca, Marroc: Magda Camps i Paget, nedadora olímpica catalana.[11]
- 1963 - Barcelona: Àngels Gonyalons, actriu catalana, coneguda principalment pel seu treball en teatre musical.
- 1968 - Alcúdia, Mallorca: Llum Barrera San Juan, actriu i periodista mallorquina.
- 1974 - Manresa: Karina Rubio Reche, ballarina, entrenadora de ball esportiu i jutgessa.[12]

Resta del món
- 1466 - Oneglia, República de Gènova: Andreu Doria, almirall i home d'estat (m. 1560).[13]
- 1485 - Pralboino, Brescia: Veronica Gambara, escriptora, humanista, protectora de poetes, governant de Correggio (m. 1530).[14]
- 1508 - 
  - Pàdua (Itàlia): Andrea Pietro della Góndola, més conegut com a Andrea Palladio, arquitecte venecià (m. 1580).[15]
  - Jadraque: Mencía de Mendoza, noble i política castellana, deixebla de Lluís Vives, virreina de València, mecenes i col·leccionista d'art (m. 1554).[16]
- 1667 - Dublín, Irlanda: Jonathan Swift, escriptor irlandès (m. 1745).
- 1720 - Saragossa (Aragó, Espanya): María Andresa Casamayor de La Coma, mestra de nenes, especialitzada en matemàtiques l'única científica espanyola del segle xviii de la qual se'n conserven obres publicades (m. 1780).
- 1796 - Löbejün, prop de Halle: Carl Loewe, compositor alemany (m. 1869).[17]
- 1813:
  - - París: Louise-Victorine Ackermann, poetessa francesa (m. 1890).[18]
  - - París :Charles-Valentin Alkan, nascut Charles-Henri-Valentin Morhange, pianista i compositor francès. (m. 1888).[19]
- 1817 - Garding, Dinamarca: Theodor Mommsen, Premi Nobel de Literatura 1902 (m.1903).
- 1835 - Florida (Missouri), EUA: Mark Twain, escriptor estatunidenc.
- 1869 - Stenstorp (Suècia): Gustaf Dalén, enginyer i físic suec, Premi Nobel de Física de l'any 1912 (m. 1937).
- 1873 - Nový Jičin: Božena Benešová, escriptora txeca.
- 1874 - 
  - Woodstock, Anglaterra: Winston Churchill, polític, militar i escriptor britànic (m. 1965).
  - Illa del Príncep Eduard, Canadà: L. M. Montgomery, escriptora canadenca (m. 1942).[20]
- 1889 - Londres, Anglaterra: Edgar Douglas Adrian, neuròleg anglès, Premi Nobel de Medicina o Fisiologia de 1932 (m. 1977).
- 1903 - París: Claude Arrieu, prolífica compositora francesa (m. 1990).[21]
- 1906 - Sevilla: Matilde Zapata, directora del diari càntabre La Región, afusellada pel franquisme (m. 1938).[22]
- 1915 - Neudorf, Canadà: Henry Taube, químic nord-americà, Premi Nobel de Química de l'any 1983 (m. 2005).
- 1920 - Saint Louis: Virginia Mayo, actriu de cinema estatunidenca.
- 1926 - Vílnius (Polònia) (avui Lituània): Andrew Victor Schally, metge, Premi Nobel de Medicina o Fisiologia de l'any 1977.
- 1938 - Caneiru, Valdés, Astúries: Margarita Salas, bioquímica († 2019).[23]
- 1941 - Washington DC: Rosalind Epstein Krauss, crítica i teòrica de l'art i professora universitària.[24]
- 1942 - Madrid: María Ángeles Durán Heras, sociòloga espanyola, punt de referència del feminisme acadèmic a Espanya.[25]
- 1943 - Ottawa, Illinois, EUA: Terrence Malick, guionista, director i productor de cinema assiri-estatunidenc amb una obra escassa però prestigiosa.[26]
- 1946 - Belgrad, Sèrbia: Marina Abramović, artista sèrbia de performance.[27]
- 1950 - León: María Emilia Casas, jurista espanyola que fou membre del Tribunal Constitucional d'Espanya i la seva Presidenta.
- 1958 - Fullerton, Califòrnia, EUA: Stacey Q, cantant estatunidenca.
- 1965 - Indianapolis, Indiana, EUA: Ryan Murphy, guionista, director i productor de cinema i televisió estatunidenc.
- 1966 - Graz, Àustria: Claudia Bandion-Ortner, jutgessa i política austríaca.
- 1968 - Constanța, Romania: Anca Boagiu, enginyera i política romanesa.
- 1975
  - Arnhem, Països Baixos: Linda Wagenmakers, actriu i cantant neerlandesa.[28]
  - Atlanta, EUA: IronE Singleton, Actor nord-americà.
- 1979 - Vancouver, Canadà: Severn Cullis-Suzuki, activista mediambiental, oradora, tertuliana de televisió i escriptora.
- 1985:
  - Tòquio (Japó): Aoi Miyazaki, actriu japonesa.
  - Camarillo, EUA: Kaley Cuoco, actriu estatunidenca.
- 1986 - Bonn: Julia Reda, política alemanya del Partit Pirata d'Alemanya i membre del Parlament Europeu.

## Necrològiques
Països Catalans
- 1920 - Barcelona: Francesc Layret i Foix, polític i advocat laboralista, assassinat per pistolers del Sindicat Lliure.
- 1961 - Sàsser: Pinutxa Ginesu Maffei, mestra d'escola i poetessa algueresa en llengua catalana i italiana (n. 1914).[29]
- 1984 - Barcelona: Joan Vinyoli i Pladevall, poeta català.[30]
- 1992 - Barcelona: Àngels Ferrer i Sensat, mestra, pedagoga, catedràtica de Naturals, contribuí a crear l'Institut-Escola del Parc.[31]
- 1997 - Barcelona: Carme Serrallonga, pedagoga i traductora catalana (n. 1909).[32]
- 2007 - Barcelona: Albert Dueso, actor de teatre i de cinema català (55 anys).
- 2023:
  - Barcelona: Joan Botam i Casals, sacerdot i caputxí, pare de l'ecumenisme a Catalunya (n. 1926).
  - Joan Moll Marquès, pianista mallorquí (n. 1936).

Resta del món
- 762, Dangtu (Xina): Li Bai, Li Po o Li Tai Po (en xinès: 李白, en pinyin: Lǐ Bái o Lǐ Bó), poeta xinès. (n. 701).[33]
- 1718, Halden (Noruega): Carles XII de Suècia, rei de Suècia.
- 1764, Anvers: Dieudonné Raick, sacerdot, organista i compositor liegès.
- 1900, París: Oscar Wilde, escriptor i dramaturg irlandès (46 anys).
- 1921, Montrouge: Madeleine Brès, primera dona que es doctorà en Medicina a l'estat francès (n. 1842).[34]
- 1934, Guyancourt: Hélène Boucher –Léno–, coneguda aviadora francesa pionera (m. 1934).[35]
- 1935, Madrid: Jesús Aroca y Ortega, compositor (n. 1877).
- 1978, Graz, Estíria, Àustria: Norbertine Bresslern-Roth, pintora, il·lustradora i gravadora austríaca (n. 1891).[36]
- 1986, Davenport (Iowa): Cary Grant, actor de cinema anglès (82 anys).
- 1991, Bratislava, Eslovàquia: Irena Blühová, fotògrafa social eslovaca (n. 1904).[37]
- 2003, Wyckoff, Estats Units: Gertrude Ederle, nedadora estatunidenca (n. 1905).[38]
- 2008,  Saint-Clair-sur-Epte (França): Béatrix Beck, escriptora belga en llengua francesa. Premi Goncourt de l'any 1952 (n. 1914).[39]
- 2013, Califòrnia: Paul Walker, actor (40 anys)
- 2015, 
  - Lima: Luis Bedoya de Vivanco, advocat i polític peruà.
  - Rabat, Marroc: Fàtima Mernissi, escriptora, sociòloga, feminista i activista marroquina.[40]
- 2018, Houston, Texas: George Herbert Walker Bush, 41è president dels Estats Units, entre 1989 i 1993 (n. 1924).
- 2023,
  - Kent: Henry Kissinger, polític estatunidenc, Premi Nobel de la Pau de l'any 1973 (n. 1923).
  - Dublín (Irlanda): Shane MacGowan, cantant i músic irlandès conegut per ser el líder, cantant i autor de les cançons de la banda britànica The Pogues (n. 1957).[41]

## Festes i commemoracions
- Santoral:
  - Sant Andreu apòstol;
  - Sant Galgà Guidotti, eremita;
  - venerable Gabriel Macià, caputxí;
  - Sant Vakhtang I Cap de Llop (només a l'Església Ortodoxa de Geòrgia)
- Festa local d'Òrrius a la comarca del Maresme
- Festa local de Sant Andreu de Llavaneres a la comarca del Maresme
- Festa de la parròquia de Montmajor, Berguedà)